# Chrysolepis
Chrysolepis ist eine Pflanzengattung innerhalb der Familie der Buchengewächse (Fagaceae). Die nur zwei Arten sind in den westlichen USA heimisch.

## Beschreibung

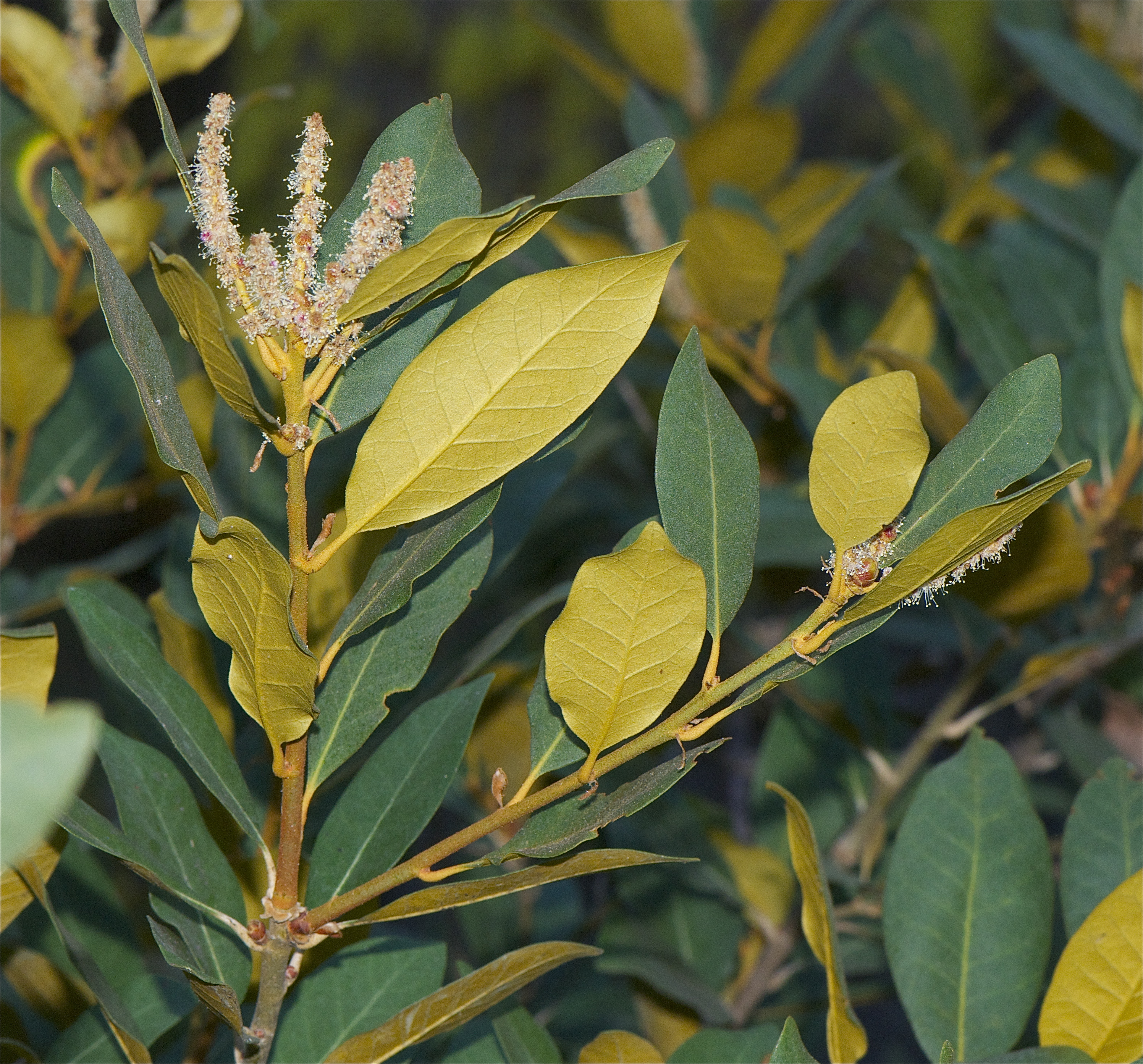
Zweig mit Laubblättern (Ober- und Unterseite) und Blütenständen von Chrysolepis sempervirens

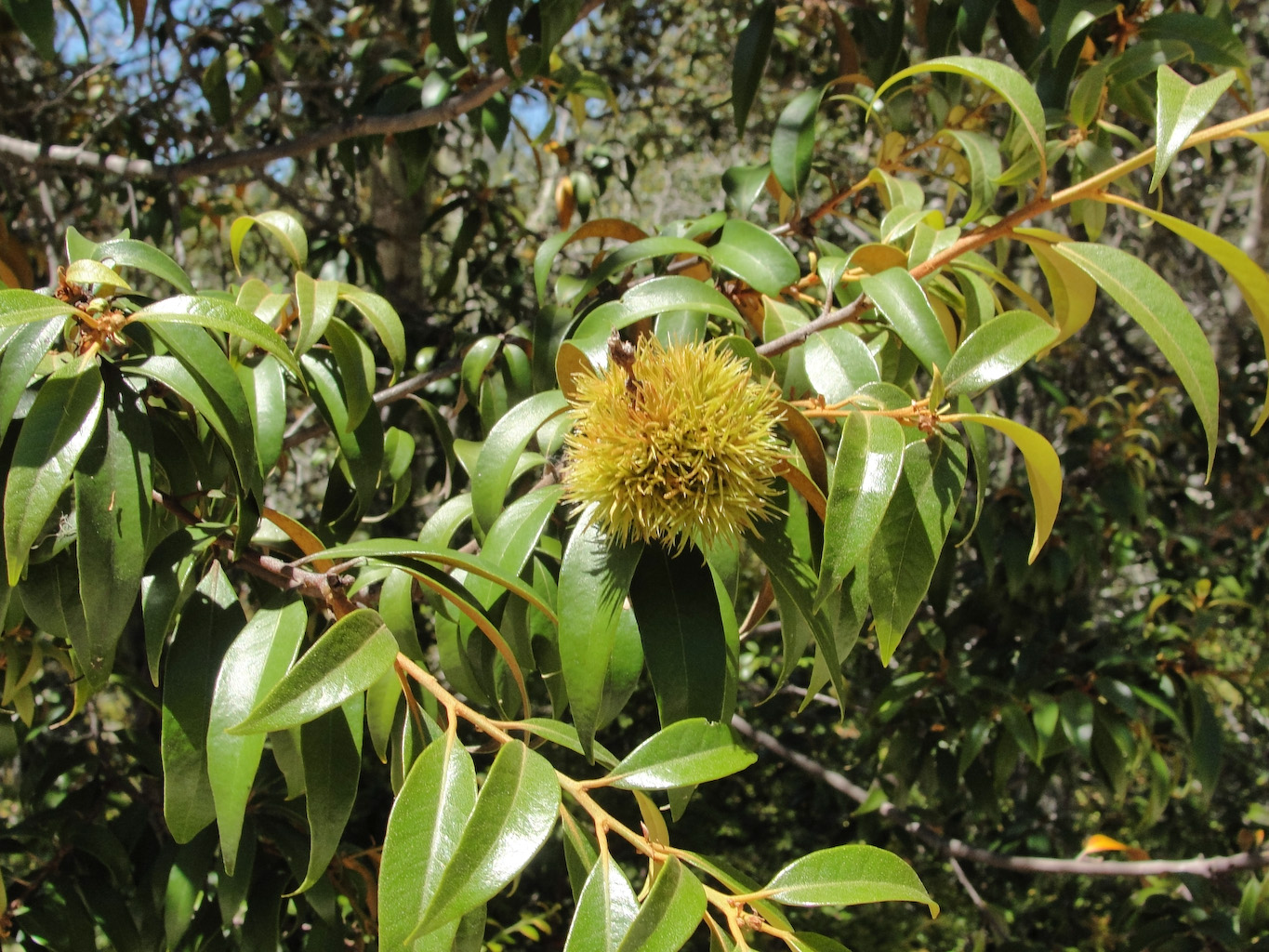
Zweig mit Laubblättern und stacheliger Cupula von Chrysolepis chrysophylla

### Erscheinungsbild und Blätter
Die Chrysolepis-Arten wachsen als immergrüne Bäume oder Sträucher. Die eiförmige oder fast kugelige Endknospe besitzt dachziegelartig überlappende Knospenschuppen.
Die wechselständig und spiralig am Zweig angeordneten Laubblätter sind meist gestielt. Die einfachen, dicken und lederigen Blattspreiten sind ganzrandig oder undeutlich gezähnt. Die mehr oder weniger undeutlich erkennbaren Seitennerven sind verzweigt und richten sich in Richtung Blattspitze aus, bevor sie den Blattrand erreichen. Die Nebenblätter sind am frischen Austrieb vorstehend und um die Knospen herum oft haltbar.

### Blütenstände, Blüten und Früchte
Chrysolepis-Arten sind einhäusig getrenntgeschlechtig (monözisch). Die seitenständig gehäuft an den Zweigenden angeordneten, aufsteigenden, steifen oder biegsamen ährigen Blütenstände enthalten entweder nur männliche Blüten oder weibliche Blüten in der Nähe der Basis und männliche Blüten darüber.
Die männlichen Blüten enthalten meist sechs winzige, freie Blütenhüllblätter und meist zwölf (selten ab 6 und bis 18) Staubblätter; die Staubblätter sind meist von sterilen, nektarproduzierenden Griffeln umgeben, die mit seidigen Haaren bedeckt sind. Die weiblichen Blüten stehen (selten einzeln bis) meist zu dritt im Fruchtbecher (Cupula) zusammen. Die weiblichen Blüten enthalten sechs winzige, freie Blütenhüllblätter und meist drei Fruchtblätter und Griffel.

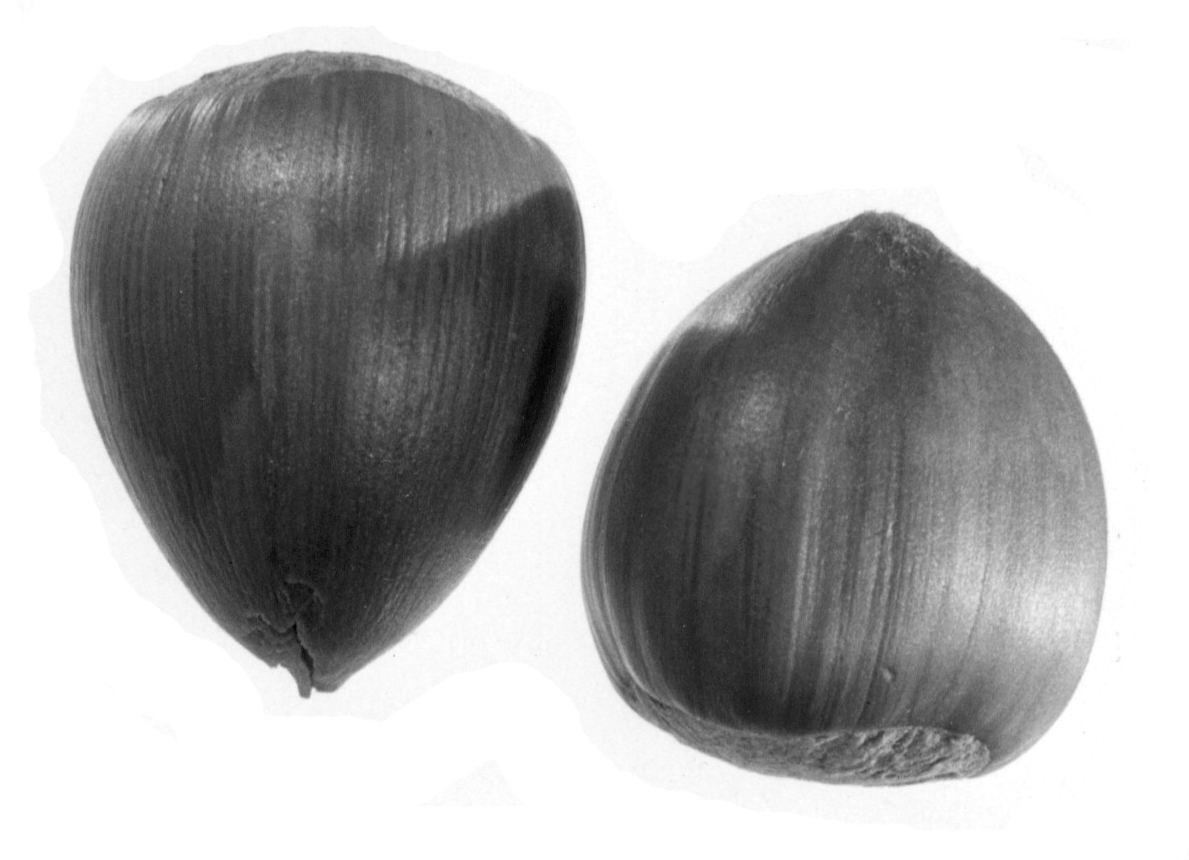
Nüsse von Chrysolepis sempervirens.

Die dicht mit unregelmäßig verzweigten spitzen Stacheln und großen, gelblichen, mehrzelligen Drüsen besetzte Cupula ist im Querschnitt dreikantig bis gerundet und besitzt zwei bis einige freie Klappen, die die Nussfrucht vollständig umhüllen. Die Nussfrüchte sind voneinander durch Cupula-Wände getrennt. Die Früchte reifen im zweiten Jahr nach der Bestäubung.

### Chromosomenzahl
Die Chromosomengrundzahl beträgt x = 12.

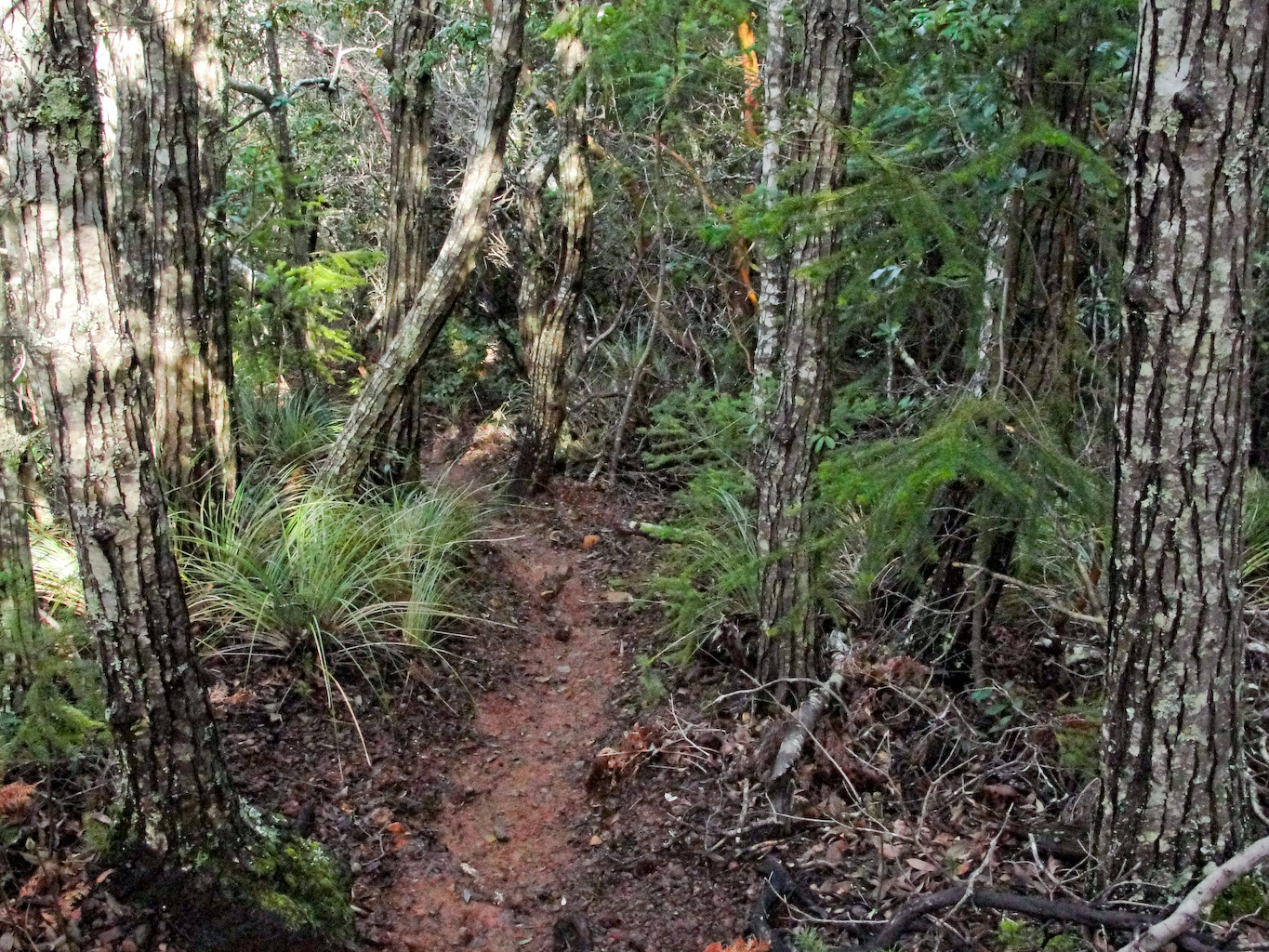
Wald mit Chrysolepis chrysophylla; gut zu erkennen ist die Borke.

## Systematik und Verbreitung
Die beiden Chrysolepis-Arten sind nur in den westlichen USA beheimatet.
Die Erstbeschreibung der Gattung Chrysolepis erfolgte 1948 durch Karl Jesper Hakon Hjelmquist in Botaniska Notiser, Supplement 2 (1), S. 117. Typusart ist Chrysolepis chrysophylla (Douglas ex Hook.) Hjelmq. Der Gattungsname Chrysolepis leitet sich von den altgriechischen Wörtern χρυσός chrysós, deutsch ‚Gold‘ und λεπίς lepís, deutsch ‚Schuppe‘ ab, dies bezieht sich auf die gelben Drüsen an unterschiedlichen Pflanzenteilen.
Die Gattung Chrysolepis gehört zur Unterfamilie Castaneoideae innerhalb der Familie der Fagaceae. Die beiden Arten werden auch von einigen Autoren in die Gattung Castanopsis (D.Don) Spach gestellt.
Es gibt nur zwei Chrysolepis-Arten:
- Chrysolepis chrysophylla (Douglas ex Hook.) Hjelmq.: Mit zwei Varietäten:
  - Chrysolepis chrysophylla (Douglas ex Hook.) Hjelmq. var. chrysophylla (Syn.: Castanea chrysophylla Douglas ex Hook., Castanopsis chrysophylla (Douglas ex Hook.) A.DC.): Sie gedeiht in Redwood-Wäldern, immergrünen Mischwäldern und Nadelwäldern in Höhenlagen zwischen 0 und 2000 Meter in Kalifornien, Oregon und Washington. Meist befinden sich die Standorte in der Nähe der Küste, reichen aber auch landeinwärts bis in die Sierra Nevada.
  - Chrysolepis chrysophylla var. minor (Benth.) Munz (Syn.: Castanea chrysophylla var. minor Benth.): Sie gedeiht an felsigen oder steinigen offenen Hängen, in Nadelwäldern, geschlossenen Kiefernwäldern und im Chaparral in Höhenlagen zwischen 300 und 1800 Meter in Kalifornien und Oregon.
- Chrysolepis sempervirens (Kellogg) Hjelmq. (Syn.: Castanea sempervirens Kellogg, Castanopsis sempervirens (Kellogg) Dudley): Sie gedeiht an felsigen Hängen, in Nadelwäldern und im Chaparral meist in größeren Höhenlagen, aber insgesamt zwischen 0 und 3300 Meter in Kalifornien und Oregon.

## Nutzung
Sie werden mit einigen Ausleseformen als Ziergehölze in Parks und Gärten verwendet. Die Nüsse sind essbar und schmecken süßlich, jedoch ist es schwierig, die stacheligen Cupula zu entfernen, bevor sie vollkommen reif sind.